# Rolf Wüthrich
Rolf Wüthrich (4 settembre 1938 – 15 giugno 2004) è stato un calciatore svizzero, di ruolo attaccante.

## Palmarès

### Club

#### Competizioni nazionali
- Campionato svizzero: 1

Servette: 1961-1962